# Vieska nad Žitavou
Vieska nad Žitavou – wieś (obec) na Słowacji, w kraju nitrzańskim, w powiecie Zlaté Moravce. Miejscowość położona jest na Nizinie Naddunajskiej.
W miejscowości znajduje się główne wejście do Arboretum Mlyňany, które założył w 1892 r. Štefan Ambrózy-Migazzi (obecnie własność Słowackiej Akademii Nauk). W centrum arboretum znajduje się Pałac Ambrózy’ego-Migazzi’ego (słow. Ambrózyovsko-Migazziovský kaštieľ) z 1892 r.